# Rašid Šemsedinović
Rašid Šemsedinović (srbsko Рашид Шемсединовић), srbski hokejist, * 11. januar 1941, Beograd, † 14. november 2021.
Šemsedinović je v vsej svoji dolgoletni klubski karieri igral za klub HK Partizan Beograd, za katerega je med sezonama 1958/59 in 1983/84 ter v sezoni 1989/90 v jugoslovanski ligi v sedemindvajsetih sezonah branil skupno na 342-ih tekmah; oboje je klubski rekord.
Za jugoslovansko reprezentanco je nastopil na Olimpijskih igrah 1964 v Innsbrucku in Svetovnem prvenstvu 1974.